# Сан Витале (Перуђа)
Сан Витале је насеље у Италији у округу Перуђа, региону Умбрија.
Према процени из 2011. у насељу је живело 603 становника. Насеље се налази на надморској висини од 339 м.